# Route nationale 14 (Madagaskar)
Die Route nationale 14 (RN 14) ist eine 92 km lange Nationalstraße in der Region Vatovavy-Fitovinany im Osten von Madagaskar. Sie zweigt bei Ifanadiana von der RN 25 ab und führt in südlicher Richtung über Tolongoina, wo die Eisenbahnstrecke von Fianarantsoa nach Manakara gekreuzt wird, weiter nach Ikongo.